# فرقة بانزر الثامنة (الفيرماخت)
فرقة بانزر الثامنة تشكيلًا لهير الفيرماخت. تم تشكيل الفرقة عن طريق إعادة تنظيم الفرقة الثالثة الخفيفة في يناير 1940. تم نقلها إلى الغرب وخاضت في معركة فرنسا، في مايو 1940، والغزو الألماني للبلقان في أبريل 1941. بعد فترة وجيزة تقدمت الفرقة نحو لينينغراد تحت قيادة مجموعة الجيوش الشمالية في عملية بربروسا، وستبقى على الجبهة الشرقية لبقية الحرب. البقاء على الجبهات الدفاعية، شهدت تحركًا لإغاثة خولم في عام 1942، وأوريل وانسحاب من مجموعة الجيوش الوسطى في عام 1943، حتى تم نقلها إلى مجموعة الجيش الجنوبية. ثم قاتلت الفرقة في سلسلة من الحركات المتراجعة، عادت عبر أوكرانيا، إلى المجر وأخيراً إلى سيليزيا واستسلمت في مايو 1945.
خلال وجودها، كان مقر الفرقة في كوتبوس، في المنطقة العسكرية الألمانية Wehrkreis III.

## التنيظم
في عام 1938 ، تم تشكيل الفرقة الخفيفة الثالثة، التي تتكون من كتيبة بانزر 67، وفوج الفرسان الآلية الثامنة والتاسعة وكذلك فوج الاستطلاع الثامن.  تم إرسال الفرقة الخفيفة الثالثة للمشاركة في غزو بولندا عام 1939، وبعد ذلك تم تحويلها إلى فرقة بانزر الثامنة في شتاء عام 1939.

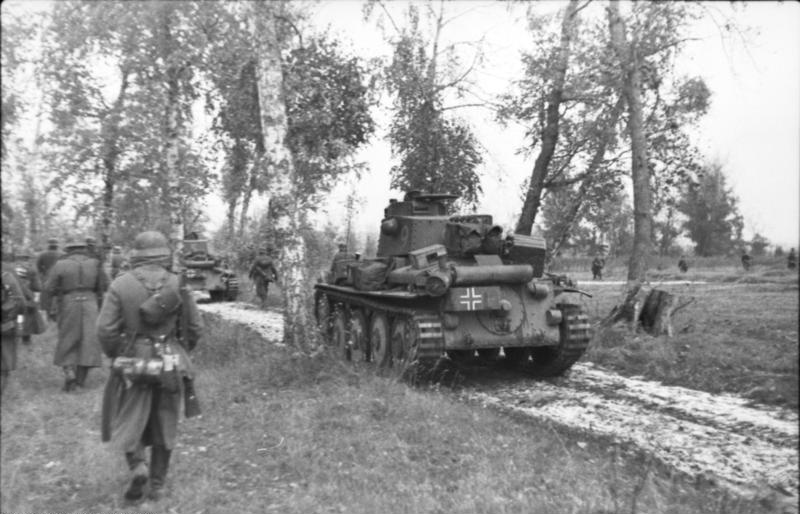
عام 1941، تم نشر 38 (ر) في عملية بربروسا

## القادة
قادة الفرقة: 
- الجنرال دير بانزرتروب أدولف فريدريش كونتزن ، 16 أكتوبر 1939 - 20 فبراير 1941
- جنرال دير بانزرتروبي إريك براندنبرجر ، 20-21 فبراير 1941
- جينيرال لوتنانت Walter Neumann-Silkow ،21 فبراير 1941 - 26 مايو 1941
- الجنرال دير بانزرتروبي إريك براندنبرجر ، 26 مايو - 8 ديسمبر 1941
- Generalleutnant Werner Hühner ، 8 ديسمبر 1941 - 28 يناير 1942
- الجنرال دير بانزرتروبي إريك براندنبرغر ، 29 يناير 1942 - 6 أغسطس 1942
- Generalleutnant جوزيف شروتر ، 6 أغسطس 1942 - 10 نوفمبر 1942
- الجنرال دير بانزرتروبي إريك براندنبرغر ، 10 نوفمبر 1942 - 17 يناير 1943
- Generalleutnant Sebastian Fichtner ، 17 يناير 1943 - 20 سبتمبر 1943
- اللواء الرائد جوتفريد فروليتش ، 20 سبتمبر 1943 - 1 أبريل 1944
- اللواء الرائد فيرنر فريب ، 1 أبريل 1944 - 21 يوليو 1944
- اللواء الرائد جوتفريد فروليتش ، 21 يوليو 1944 - 5 يناير 1945
- اللواء الرائد هاينريش جورج هاكس ، 5 يناير - 8 مايو 1945